# 三氟乙酸乙酯
三氟乙酸乙酯是一种有机化合物，化学式为CF3COOC2H5。它可由三氟乙酸和乙醇反应制得。它和脯氨酸在三乙胺的存在下于甲醇中反应，可以得到N-三氟乙酰基脯氨酸。在乙醇钠的存在下，它可以被氢气还原为2,2,2-三氟乙醇。